# شام كواك كيونغ
شام كواك كيونغ (بالصينية: 沈國強) (10 سبتمبر 1985 بهونغ كونغ في الصين - ) هو لاعب كرة قدم صيني في مركز الوسط. شارك مع منتخب هونغ كونغ لكرة القدم. أما مع النوادي، فقد لعب مع نادي سيتيزن ونادي كيتشي وHappy Valley AA ‏ وهونغ كونغ بيغاسوس ‏ وShatin SA ‏.

## وصلات خارجية
- شام كواك كيونغ على موقع قاعدة بيانات كرة القدم.إي يو (الإنجليزية)
- شام كواك كيونغ على موقع Soccerway.com (الإنجليزية)